# Борынская поселковая община
Борынская поселковая общи́на (укр. Боринська селищна громада) — территориальная община в Самборском районе Львовской области Украины.
Административный центр — посёлок Борыня.
Население составляет 23 544 человека. Площадь — 659,4 км².

## Населённые пункты
В состав общины входит 1 посёлок (Борыня) и 32 села:
- Багноватое
- Бенёва
- Битля
- Боберка
- Буковинка
- Верхнее
- Верхнее Высоцкое
- Верхнее Гусиное
- Верхний Туров
- Верхняя Яблонька
- Закичера
- Заречье
- Зворец
- Ивашковцы
- Карпатское
- Комарники
- Кривка
- Либохора
- Межигорье
- Нижнее
- Нижнее Высоцкое
- Нижнее Гусиное
- Нижний Туров
- Нижняя Яблонька
- Рыков
- Ропавское
- Сигловатое
- Сянки
- Шандровец
- Штуковец
- Яблонов
- Яворов